# Store Urdøya
Store Urdøyaou Stora Urdøyna est une île dans le landskap Sunnhordland du comté de Vestland. Elle appartient administrativement à Fitjar.

## Géographie
Rocheuse et couverte d'arbres, elle s'étend sur environ 762 m de longueur pour une largeur approximative de 359 m. 